# Мечеть аль-Аббас
Мече́ть аль-Абба́с (араб. مسجد الامام العباس‎) — одна из крупнейших мечетей в мире, являющаяся одной из главных святынь среди мусульман-шиитов. Находится в восточной части города Кербела в Ираке, который считается одним из священных и почитаемых городов у шиитов, наряду с Меккой, Мединой, Иерусалимом, Эн-Неджефом и Мешхедом. Мечеть аль-Аббас находится прямо напротив (в 230 метрах к востоку через площадь пальм) мавзолея Имама Хусейна, который считается едва ли не самой почитаемой святыней среди мусульман-шиитов, так как в нём похоронен Хусейн ибн Али, более известный как Имам Хусейн. Мечеть аль-Аббас является одним из древнейших мечетей в мире (более 1400 лет), но сегодняшнее здание мечети приобрело свой основной облик в 1600-е и 1700-е годы, во время правления династии Сефевидов. Внутри мечети похоронен Аббас ибн Али — один из трагически погибших (шахид) во время битвы в Кербеле, который являлся одним из сподвижников и сводным братом Имама Хусейна. Иногда мечеть аль-Аббас называют мавзолеем.
Мечеть аль-Аббас является одной из самых посещаемых святых мест среди шиитов. Ежегодно, в основном во время Арбаина и Ашуры Кербелу посещают более 40 миллионов паломников, количество которых с каждым годом растет. Паломники в основном приходят из остальных шиитских регионов Ирака, огромное количество паломников из соседнего Ирана, из Азербайджана, шииты Сирии, Ливана, Бахрейна, Кувейта, Саудовской Аравии, Турции, Афганистана, Пакистана, шииты среднеазиатских государств, в основном из Узбекистана и Таджикистана.

## Описание

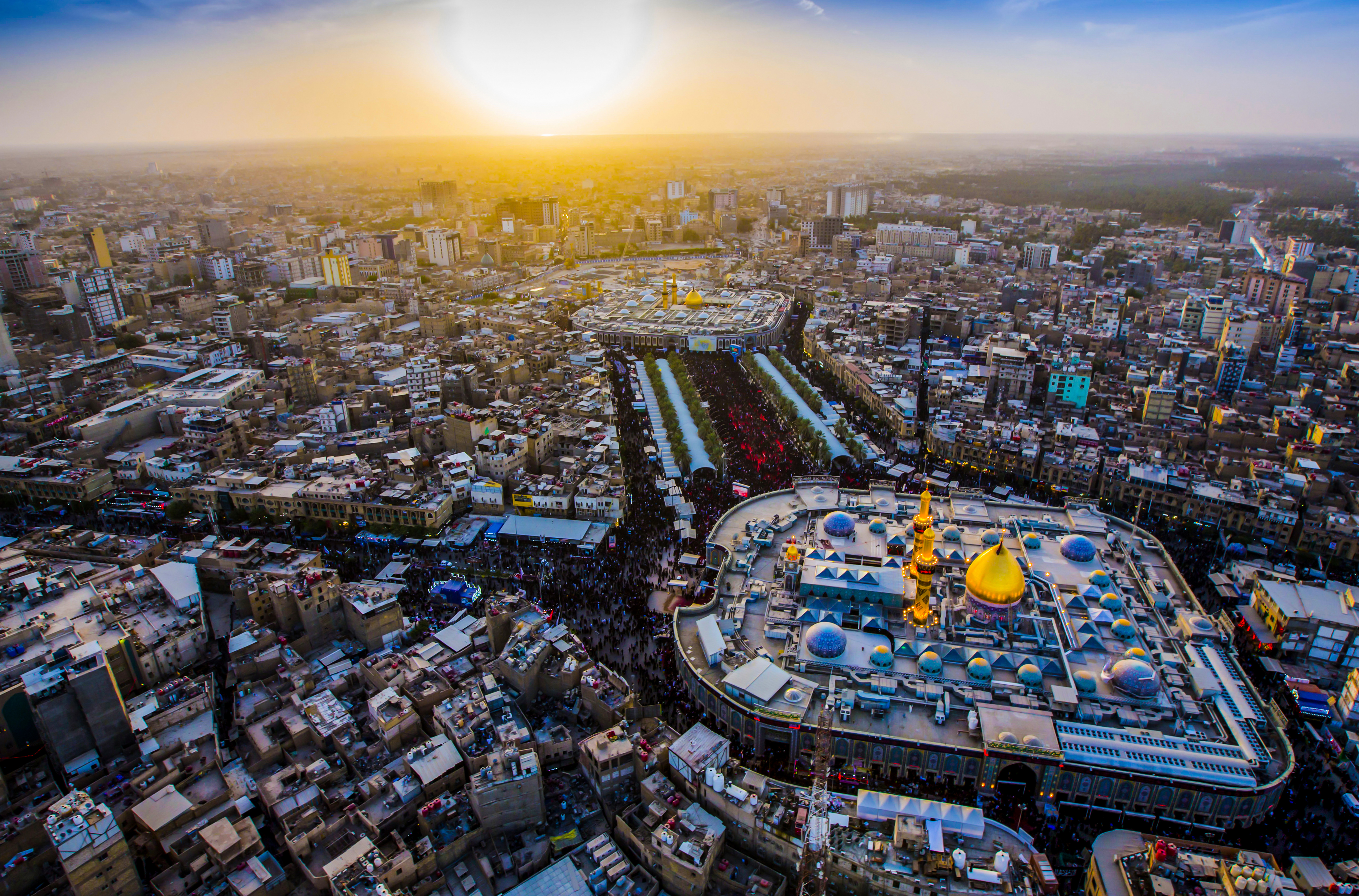
Вид на мечеть аль-Аббас и мавзолей Имама Хусейна на фоне Кербелы.

Мечеть или мавзолей аль-Аббас представляет собой весьма сложный огромный комплекс. Сама мечеть (или мавзолей), где похоронен Аббас ибн Али, находится в центре комплекса. Имеет один большой позолоченный купол, а также два позолоченных высоких минарета. Также на крыше мечети имеются 16 небольших куполов. Над позолоченной могилой Аббаса ибн Али находится Зарих — специфическое решетчатое ограждение. Архитектурный облик мечети полностью соответствует исламской архитектуре, с явными элементами персидской архитектуры эпохи Сефевидов и Тимуридов.
Здание мавзолея окружает большой двор, который обнесен массивными зданиями с несколькими этажами, которые также являются частью мечети и комплекса. В этих зданиях находятся молитвенные залы, музеи, места для паломников, вспомогательные пристройки и тому подобные комнаты и помещения. 

## История

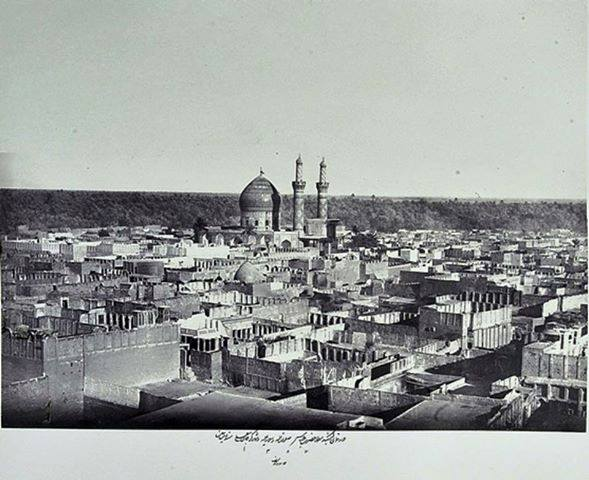
Мечеть аль-Аббаса в 1899 году.

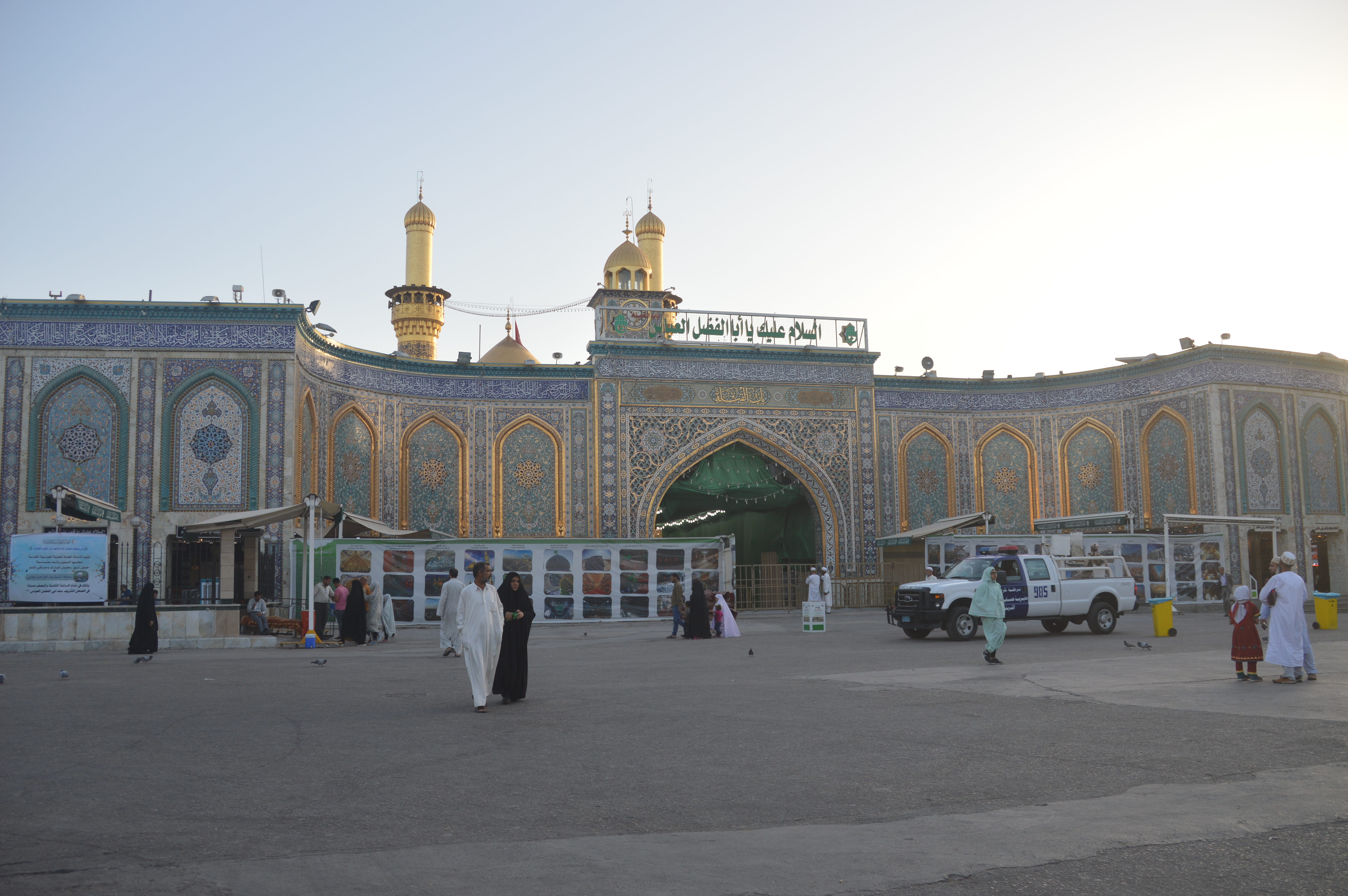
Общий вид на мечеть и на окружающий его стену-здание в 2017 году.

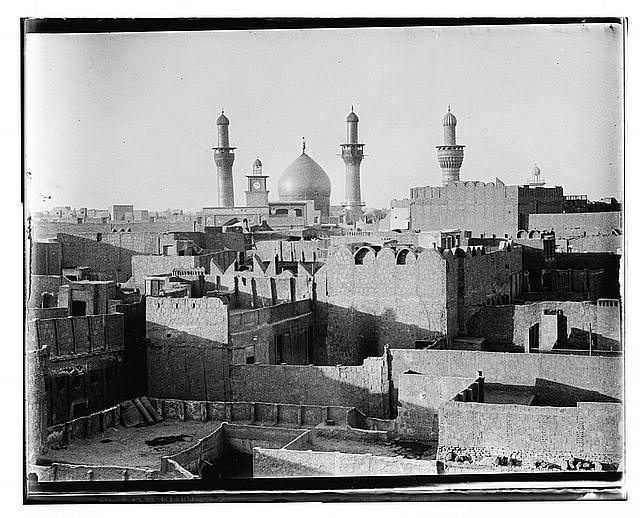
Мечеть аль-Аббаса в 1932 году.

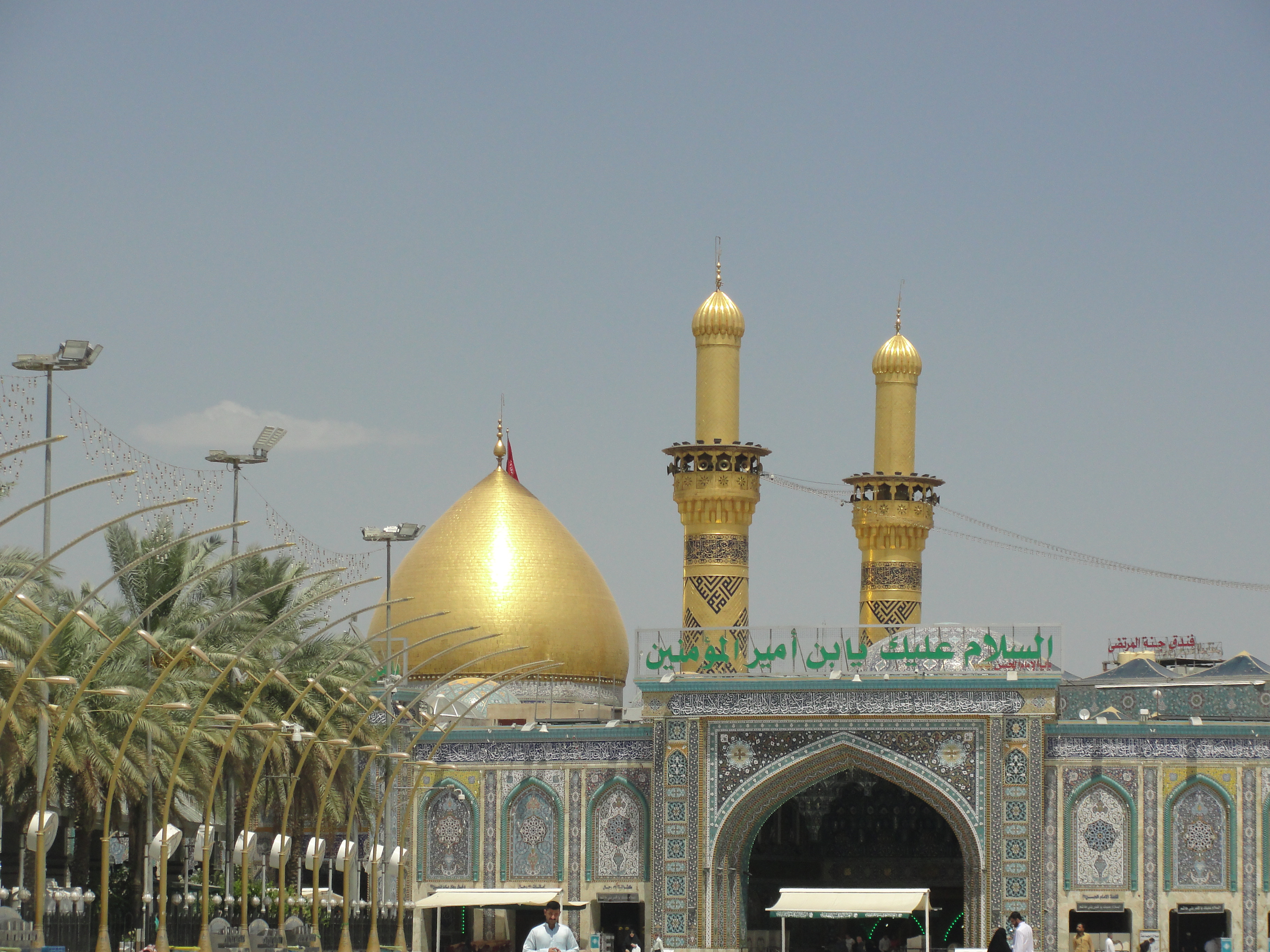
Вид на главный вход в комплекс, видны минареты и купол мечети.

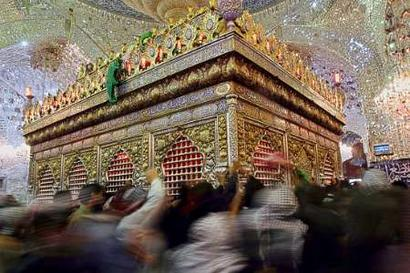
Зарих над могилой Аббаса ибн Али.

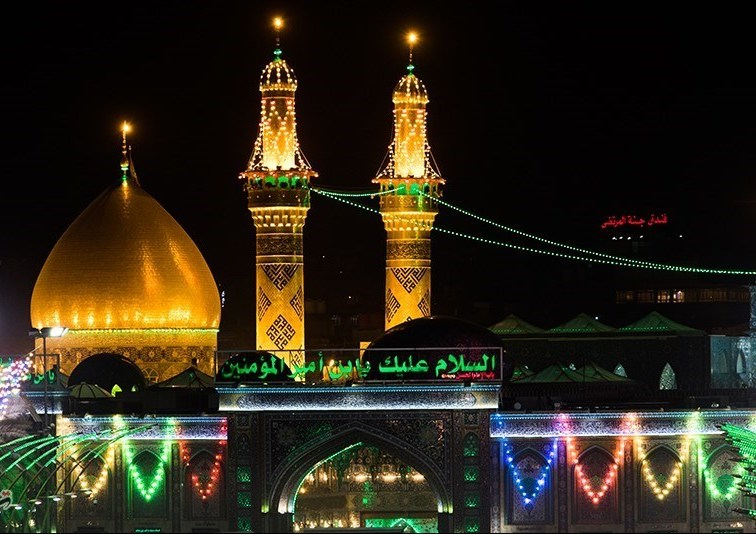
Мечеть ночью.

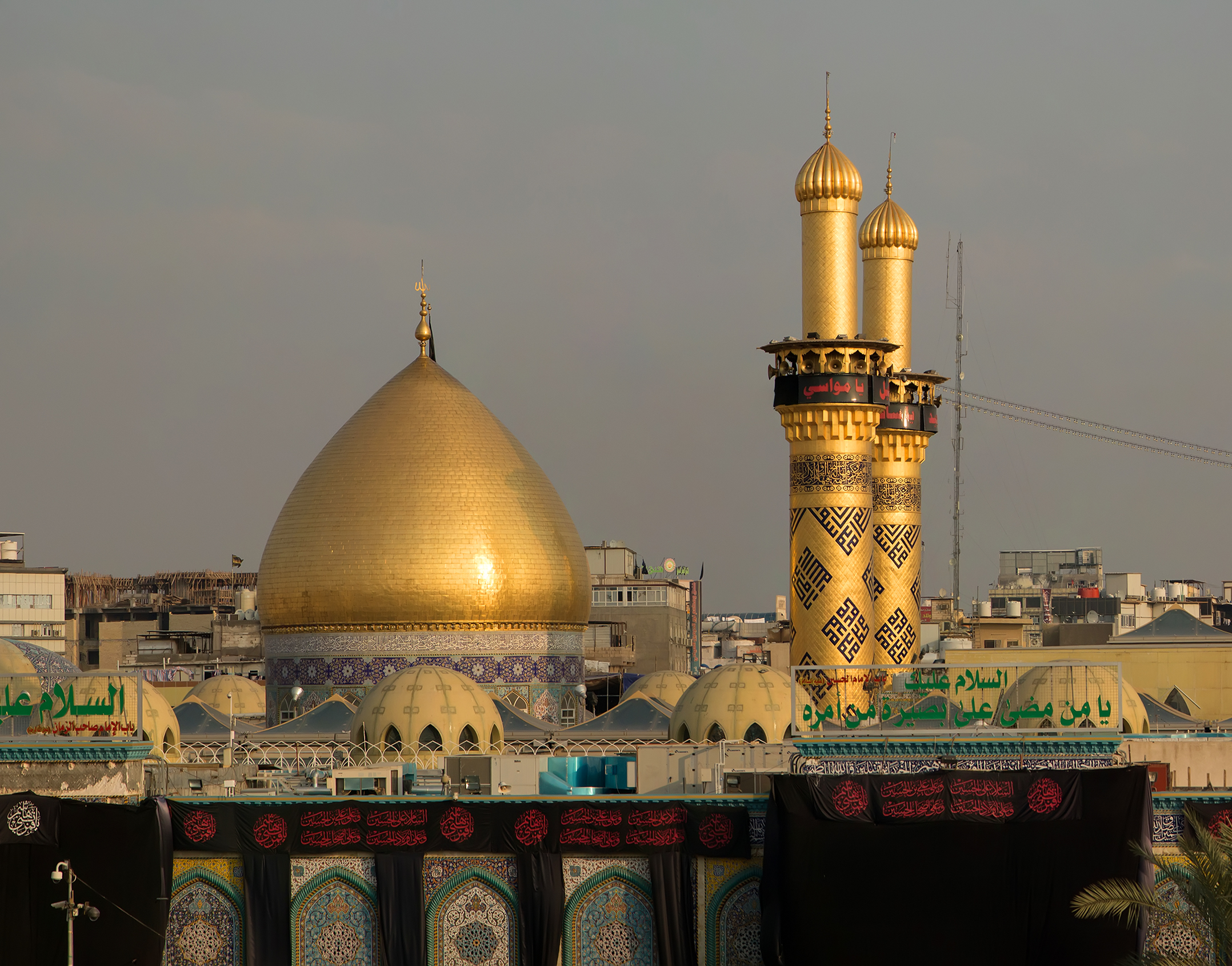
Вид на минареты, больший купол и малые купола мечети.

10 октября 680 года нашей эры на месте где ныне находится эта мечеть, был похоронен Аббас ибн Али — один из трагически погибших (шахид) во время битвы в Кербеле, который являлся одним из сподвижников и сводным братом Имама Хусейна. Впоследствии на месте могилы возникла небольшая мечеть, куда каждый год приходили паломники-шииты во время Арбаина. В 1622 году шах Сефевидской империи — Шах-Аббас I Великий отремонтировал и украсил купол мечети, установил стеклянные ограждения вокруг могилы Аббаса ибн Али, облагородил двор и помещения мечети, построил дополнительные пристройки и комнаты, а также привез из Исфахана персидские ковры. Именно во время правления династии Сефевидов, шиитский ислам стал государственной религией в Иране (тогда Сефевидская империя Иран), и шиитский ислам окончательно вытеснил суннитский ислам на территории империи Сефевидов, в которую входили территории сегодняшних Ирана, Азербайджана, Армении, половина Ирака, южная часть Дагестана, части восточной и южной Грузии, части восточной Турции, часть Туркменистана, Афганистана и Пакистана. 
В 1703 году Надир-шах — шах Империи Афшаридов, которая пришла на смену Империи Сефевидов, дополнительно устроил реставрацию и улучшение мечети, добавив украшения на стенах. Спустя два года, в 1705 году Надир-шах частично отреконструировав мечеть, обновил ограждения вокруг могилы, и установил стеклянную люстру. Именно во время эпохи правления династий Сефевидов и Афшаридов, сформировался основной облик мечети. В постройке и улучшении мечети в основном участвовали приглашенные мастера из Хорасана.
В 1801 году мечеть пострадала во время нападения на Кербелу ваххабитов. Она была ограблена и повреждена ими, и большинство драгоценностей мечети увезена. В 1817 году Фетх Али-шах — шах из династии Каджаров, которая начала править Ираном, восстановил купол мечети, установил новые люстры вместо украденных, заново украсил мечеть драгоценностями, а также построил несколько пристроек. В 1936 году тогдашний хранитель (смотритель) мечети Саид Муртадха восстановил так называемые серебряные ворота так называемого золотого коридора, которая ведет к могиле Аббаса ибн Али. 
В 2012 году в мечети аль-Аббас началась масштабная реконструкция. В рамках реконструкции была построена крыша, покрывающая часть территории двора мечети, для удобства молящихся и паломников. Также была перестроена стены двора, окружающие мечеть, и стена была превращена в многоэтажное здание, где размещались музеи, офисы, дополнительные молитвенные залы. Также была построена огромная парковка, в том числе подземная парковка на несколько тысяч машин. Купол и минареты мечети были повторно позолочены, дополнительно улучшена сама мечеть. Все это было сделано из-за резкого увеличения количества паломников в последние годы. Это обуславливалось в том числе из-за прихода относительного мира на центральные и южные регионы Ирака, на территории которых боевые действия минимизировались и сконцентрировались лишь на севере страны.
В октябре 2014 года начались очередные работы по улучшению мечети, в ходе которого были построены дополнительные помещения и постройки для удобства паломников, количество которых с каждым годом увеличивается. Были построены подземные ходы и помещения, где могли размещаться паломники. По итогам этих масштабных работ, мечеть и весь комплекс мечети стал более удобным для паломников, а также более безопасным, так как был укреплен фундамент всех зданий, и устранена многолетняя проблема с подводными водами Евфрата, которые угрожали комплексу. В апреле 2016 года был заменён Зарих над могилой Аббаса ибн Али, который был установлен в 1964 году.

## Террористические акты и боевые действия
Мечеть много раз подвергалась нападениям в том или ином виде. В марте 1991 года мечети был нанесен значительный урон во время восстания шиитов в Ираке после войны на Персидской заливе и поражения Ирака в этой войне. В 1994 году была завершена полная реконструкция и ремонтные работы в мечети. В 2003—2011 годах в Ираке происходили масштабные боевые действия, которые с 2011 года переросли в гражданскую войну, которая вяло продолжается до сих пор.
2 марта 2004 года во время Ашуры произошла серия взрывов в нескольких частях Кербелы, устроенных Аль-Каидой. В результате этого террористического акта погибло от 85 до 178 человек (по разным данным), были ранены и пострадали от 100 до 500 человек (также по разным данным). 5 января 2006 года также произошла серия взрывов в Кербеле и соседнем Рамади. В Кербеле террористы-смертники подорвали себя среди толпы рядом со святынями города. Погибло 60 человек, пострадало более 100 человек. 28 апреля 2007 года произошёл очередной террористический акт, на этот раз рядом с мечетью аль-Аббас, в результате чего погибло 68 человек и пострадало более 160 человек. 11 сентября 2008 года также вблизи данной мечети произошёл очередной террористический акт, в результате которого погиб один человек, получили ранения лишь несколько.